# 久留米高校前駅
久留米高校前駅（くるめこうこうまええき）は、 福岡県久留米市西町にある、九州旅客鉄道（JR九州）久大本線の駅である。
JR九州が初めて公立高等学校の名称を冠した駅であり、JRの駅としては2例目。地元では専ら「高校前駅」と略される。

## 歴史
- 1996年（平成8年）：JR久大本線活性化促進協議会が、久留米 - 南久留米間に｢久留米高校南駅｣の新設を提言。
- 2007年（平成19年）6月15日：久留米市役所にて「（仮称）久留米高校前駅」覚書締結式が、久留米高校前駅設置推進期成会・JR九州・久留米市の3者で行われる。
- 2009年（平成21年）3月14日：開業。
- 2022年（令和4年）
  - 3月11日：切符売り場の営業を終了[2]。
  - 3月12日：無人化[2]。

## 駅構造
単式ホーム1面1線を有する地上駅。ホーム長は4両分が確保されている。
JR九州サービスサポートが駅業務を行う業務委託駅だったが、2022年（令和4年）3月12日のダイヤ改正より無人化された。
駅舎には事務室のほか、自動券売機や、待合室、窓口、飲料自動販売機などが設置されている。

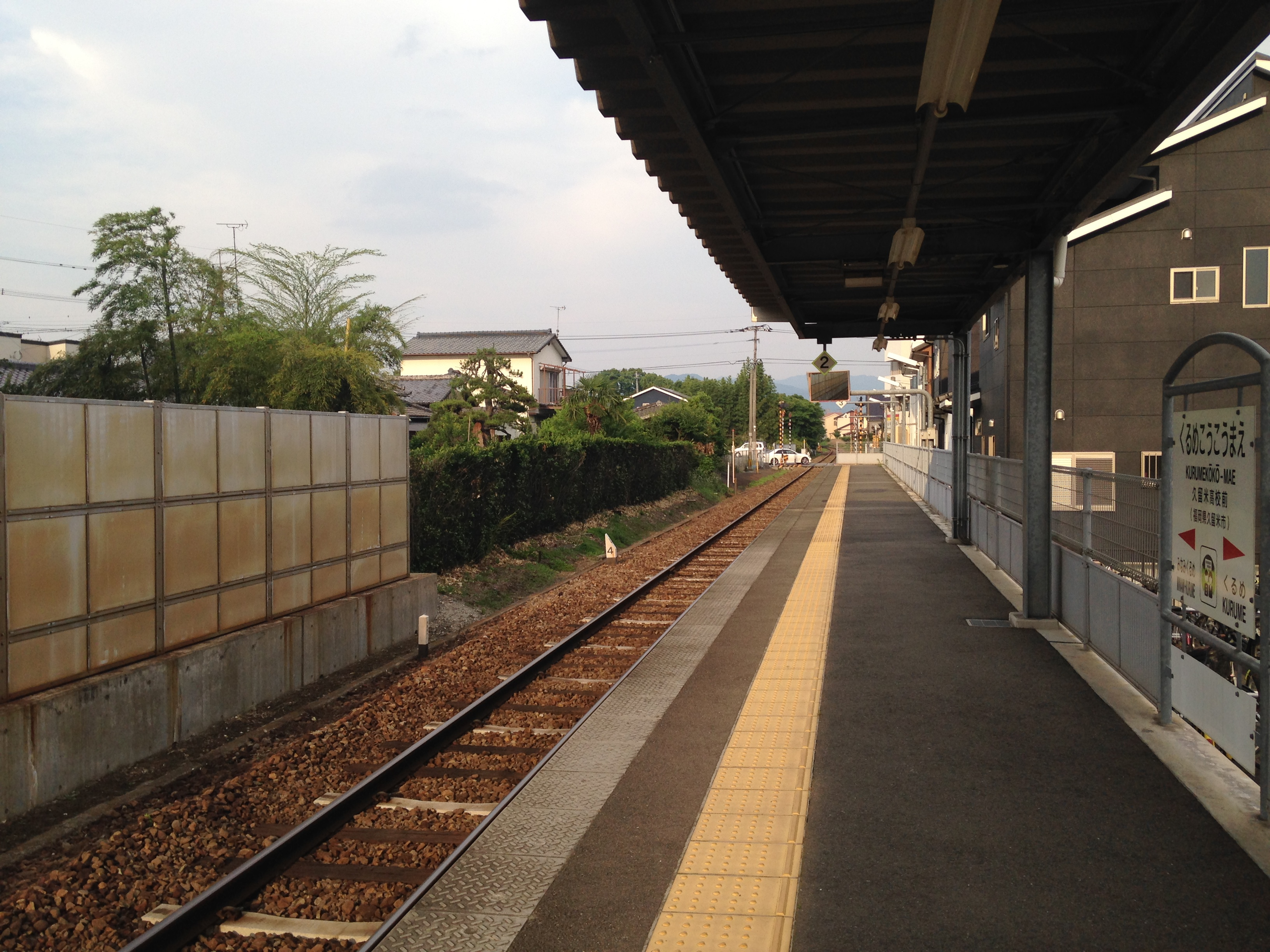
ホーム（2016年5月。奥は南久留米方面）
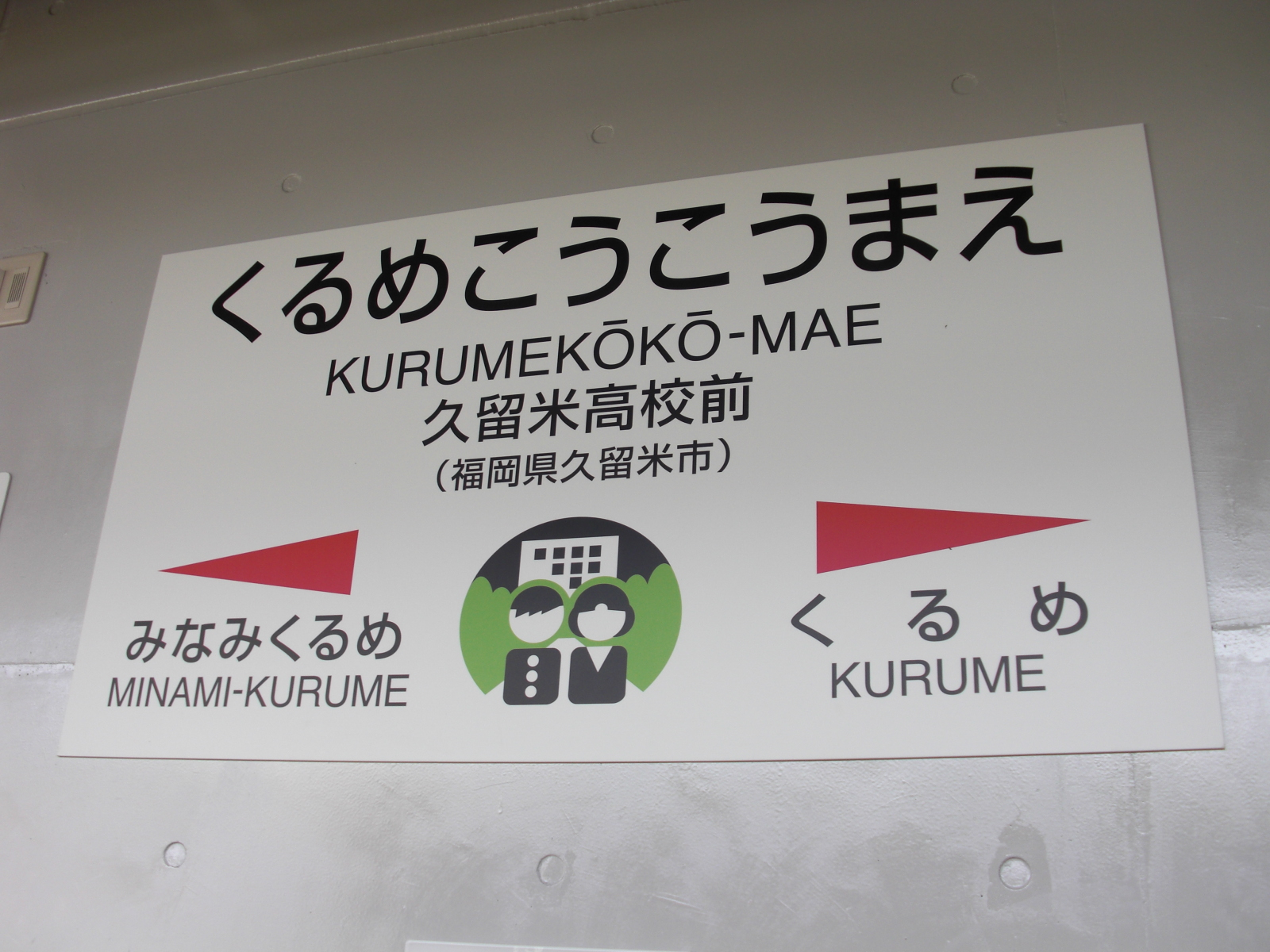
駅名標には久留米高校の生徒を模したイラストが入る。

## 利用状況
2023年度の1日平均乗車人員は624人である。
| 年度   | 1日平均 乗車人員 |
| ------ | ---------------- |
| 2014年 | 589              |
| 2015年 | 637              |
| 2016年 | 670              |
| 2017年 | 669              |
| 2018年 | 683              |
| 2019年 | 665              |
| 2020年 | 569              |
| 2021年 | 581              |
| 2022年 | 599              |
| 2023年 | 624              |

## 駅周辺
住宅地が広がっており、駅前には駐輪場やロータリーがある。駅の北側に久留米高校がある。
駅近くを県道758号が南北に、県道755号（学園通り）が東西に伸びており、西町交差点で交わっている。また、県道758号から駅前のロータリーへ分岐する道はやや分かりにくい場所にあるため、駅の存在を示す看板が設置されている。
- 西鉄バス久留米高校前停留所
- 福岡県立久留米高等学校
- 久留米市立久留米商業高等学校
- 福岡教育大学附属久留米中学校
- 福岡教育大学附属久留米小学校
- 堀川病院
- 聖マリア病院前駅 - 西鉄天神大牟田線の駅。

## 隣の駅
九州旅客鉄道（JR九州）
■久大本線
久留米駅 - 久留米高校前駅 - 南久留米駅